# Debora
Debora oder Deborah ist ein weiblicher Vorname.

## Herkunft und Bedeutung des Namens
Der Name ist hebräisch (דְּבוֹרָה, dəvorah) und bedeutet Biene. In der Bibel gibt es zwei Personen dieses Namens: In Gen 35,8  heißt so die Amme der Rebekka. Bedeutender aber ist die Richterin Debora, die auch als Prophetin bezeichnet wird. Im Buch der Richter (Ri 4–5 ) wird erzählt, wie sie das Volk Israel zu einem wichtigen Sieg führt. Davon handelt auch das berühmte Deboralied (Ri 5,1–31 ), eines der ältesten Stücke der hebräischen Bibel. Wegen der dort erwähnten vor dem HERRN fließenden Berge (Ri 5,5 ) erhielt die Deborah-Zahl in der Rheologie ihren Namen.

## Namenstag
Namenstag für den Namen Debora ist der 21. September.

## Varianten
- Debbi, Debbie, Debby (Englisch)
- Debbos
- Debira
- Debo (Spitzname; deutsch)
- Debra (Englisch)
- Debs (Englisch)
- Debrah (Afrikanisch)
- Deby (Deutsch/Schweiz)
- Debi (Deutsch/Südtirol)
- Depke (Plattdeutsch)
- Dvora (Hebräisch)
- Dvoyre (Jiddisch)

## Namensträgerinnen

### Debora/Débora
- Debora (Richterin), Gestalt aus der hebräischen Bibel
- Debora Agreiter (* 1991), italienische Skilangläuferin
- Débora Arango (1907–2005), kolumbianische Malerin und Keramikerin
- Debora Caprioglio (* 1968), italienische Schauspielerin
- Debora Diniz (* 1970), brasilianische Anthropologin, Menschenrechts- und Gesundheitsaktivistin, Hochschullehrerin und Dokumentarfilmerin
- Débora Falabella (* 1979), brasilianische Schauspielerin und Sängerin
- Debora Niche (* 1991), deutsche Kanutin
- Debora Roncari (* 1992), italienische Skilangläuferin
- Déborah Rosenkranz (* 1983) ist eine deutsch-französische Sängerin, Songwriterin und Buchautorin.
- Debora Seffer (* 1969), französische Jazzmusikerin (Geige, Gesang, Komposition)
- Debora Serracchiani (* 1970), italienische Rechtsanwältin und Politikerin (Partito Democratico), Präsidentin der Region Friaul-Julisch Venetien
- Debora Vaarandi (1916–2007), estnische Lyrikerin und Übersetzerin
- Debora Vogel (1900–1942), Philosophin und Dichterin
- Debora Waldman (* 1977), brasilianisch-israelische Dirigentin
- Debora Weber-Wulff (* 1957), deutsche Informatikerin und Hochschullehrerin
- Debora Weigert (* 1969), deutsche Schauspielerin und Synchronsprecherin

### Deborah/Déborah
- Deborah Adair (Schauspielerin) (Deborah Adair Miller; * 1952), US-amerikanische Schauspielerin
- Deborah Adair (Tontechnikerin) (Deb Adair; * 1966), US-amerikanische Tontechnikerin
- Deborah Allen (* 1953), US-amerikanische Country-Sängerin
- Déborah Anex (* 1992), Schweizer Fußballschiedsrichterin
- Déborah Anthonioz (* 1978), französische Snowboarderin
- Deborah Berebichez, mexikanische Physikerin
- Deborah Blaisdell, Pseudonym von Tracey Adams (* 1959), US-amerikanische Pornodarstellerin
- Deborah Chung (* 1952), US-amerikanische Materialforscherin
- Deborah Chiesa (* 1996), italienische Tennisspielerin
- Deborah E. Citrin, US-amerikanische Radioonkologin
- Deborah Coleman (1956–2018), US-amerikanische Bluesgitarristin, Songwriterin und Sängerin
- Deborah Colker (* 1961), brasilianische Tänzerin und Choreographin
- Deborah Compagnoni (* 1970), italienische Skirennläuferin
- Deborah Cox (* 1974), kanadische Sängerin und Schauspielerin
- Deborah Crombie (* 1952), US-amerikanische Krimi-Schriftstellerin
- Deborah Danz (* 1993), deutsche Tennisspielerin
- Deborah De Luca (* 1980), italienische DJ
- Deborah Anne Dyer (* 1967), britische Sängerin
- Deborah Eisenberg (* 1945), US-amerikanische Schriftstellerin
- Deborah Ellis (* 1960), kanadische Autorin
- Deborah Epstein, bekannt als SoShy (* 1982), französisch-amerikanische Pop- und R’n’B-Singer-Songwriterin
- Deborah Feldman (* 1986), US-amerikanisch-deutsche Autorin
- Déborah François (* 1987), belgische Schauspielerin
- Deborah Froese (* 1957), kanadische Kinder- und Jugendbuch-Autorin
- Deborah Garrison (* 1965), US-amerikanische Dichterin
- Déborah Giaoui (* 1980), französische Volleyball- und Beachvolleyballspielerin
- Deborah Gibson (* 1970), US-amerikanische Sängerin und Schauspielerin
- Deborah Gravenstijn (* 1974), niederländische Judoka
- Deborah Harry (* 1945), US-amerikanische Sängerin und Schauspielerin
- Deborah Hawksley (* 1970), britische Opern- und Konzertsängerin
- Déborah Heissler (* 1976), französische Schriftstellerin, Dichterin und Essayistin
- Deborah Henson-Conant (* 1953), US-amerikanische Komponistin und Harfenistin
- Deborah Jo Hunter (* 1962), US-amerikanische Schauspielerin
- Deborah Jin (1968–2016), US-amerikanische Physikerin
- Deborah Kaufmann (* 1970), deutsche Schauspielerin
- Déborah Kerfs (* 1995), belgische Tennisspielerin
- Deborah Kerr (1921–2007), britische Schauspielerin
- Deborah Knox (* 1968), schottische Curlerin
- Deborah Lester (* 1965), US-amerikanisches Fotomodell und Pornodarstellerin
- Deborah Lipstadt (* 1947), US-amerikanische Historikerin
- Deborah Loewenberg Ball (* 1954), US-amerikanische Mathematikdidaktikerin
- Déborah Lukumuena (* 1994), französische Schauspielerin
- Deborah Mash (* 1952), US-amerikanische Medizinerin
- Deborah Meyer (* 1952), US-amerikanische Schwimmerin
- Deborah Moggach (* 1948), britische Schriftstellerin
- Deborah Moore (* 1963), britische Schauspielerin
- Deborah Jeane Palfrey (1956–2008), US-amerikanische Unternehmerin
- Deborah Polaski (* 1949), US-amerikanische Opern- und Konzertsängerin
- Deborah Pratt (* 1951), US-amerikanische Schauspielerin, Drehbuchautorin und Fernsehproduzentin
- Deborah Raffin (1953–2012), US-amerikanische Schauspielerin und Produzentin
- Deborah Rennard (* 1959), US-amerikanische Schauspielerin
- Déborah Rodríguez (* 1992), uruguayische Leichtathletin
- Deborah Rush (* 1954), US-amerikanische Schauspielerin
- Déborah Sananes (* 1995), französische Sprinterin aus der Elfenbeinküste
- Deborah Sasson, US-amerikanische Opernsängerin und Musicaldarstellerin
- Deborah Schindler, US-amerikanische Filmproduzentin
- Deborah Sengl (* 1974), österreichische Künstlerin
- Deborah Shelton (* 1948), US-amerikanische Schauspielerin
- Deborah Sosimenko (* 1974), australische Hammerwerferin
- Deborah Ann Stabenow (* 1950), US-amerikanische Politikerin
- Deborah Tannen (* 1945), US-amerikanische Soziolinguistin
- Deborah Theaker (* 1964), kanadische Schauspielerin
- Deborah Tranelli (* 1955), US-amerikanische Schauspielerin und Musikerin
- Deborah Kara Unger (* 1966), kanadische Schauspielerin
- Deborah Van Valkenburgh (* 1952), US-amerikanische Film- und Theaterschauspielerin
- Deborah Voigt (* 1960), US-amerikanische Opernsängerin
- Delia-Deborah Wagner (* 1986), deutsche Schauspielerin
- Deborah Zoe (* 1972), US-amerikanische Schauspielerin